# Oosterwijkse Vloed (beek)
De Oosterwijkse Vloed is een beek die ten noorden van Zelhem ontspringt en in westelijke richting door het kampenlandschap rond Hengelo stroomt. Bij Baak komt ze uit op de Baakse Beek, die op haar beurt uitstroomt in de IJssel.